# Мура ІК
«Мура» ІК (швед. Mora Ishockeyklubb) — хокейний клуб з міста Мура, Швеція. 
Виступає в чемпіонаті Швеції у Шведській хокейній лізі. Клуб заснований в 1935 році, з 2004 по 2008 рік виступав у Елітсерії. До цього він 29 років виступав у другому дивізіоні, до якого знов вибув у 2008 році.

## Історія
Мура IK перший хокейний клуб в історичній провінції Даларна. У сезоні 1945/46 він вперше досяг вищого дивізіону, який в той час був відомий як Шведська серія з хокею. Клуб до 1975 року в основному грав в цій серії. У 1976 році запровадження Елітсерія для провідних клубів Швеції, лише через 29 років у другому дивізіоні команда знову потрапила до неї.
Команда пройшла кваліфікаційний відбір після сезону 2003/04. В матчах проти Гаммарбю та Лександс ІФ здобули право грати в Елітсерії.
У сезоні 2004/05, клуб поповнився гравцями з НХЛ (через локаут), в тому числі Маріан Госса, Шон Горкофф, Данієль Клер і Андреас Лілья. Основний раунд клуб провів досить рівно, але  в плей-оф не попав маючи гіршу різницю між закинутими та пропущеними шайбами. В сезоні 2005/06 програли серію в 1/4 фіналу ГВ-71 1:4 (матчі: 2:3, 2:3, 7:1, 1:5, 1:6). У наступному сезоні 2006/07 також програли серію в 1/4 фіналу Фер'єстаду 0:4 (матчі: 0:4, 3:5, 2:4, 3:9). В сезоні 2007/08 команда втратила своє місце у вищій шведській лізі і грає з того часу в ГокейАллсвенскан.

## Відомі гравці
- Бйорн Берггрен
- Гокан Богг
- Павел Брендл
- Данієль Клер
- Пер Джоос
- Матц Греттінг
- Шон Горкофф
- Маріан Госса
- Ер'ян Карлссон
- Свен Крістофферссон
- Кен Ловсін
- Матс Лух
- Томас Мелін
- Патрік Росс
- Арто Сірвіє
- Еміл Скоглунд
- Ронні Сундін
- Йоке Такс
- Мікаель Вестерлінг
- Петер Ослін
- Боббі Раєн
- Анже Копітар
- Лінус Ульмарк

Закріплений номер № 17 — Гассе Ганссон